# Shenzhen Open 2016
Das Shenzhen Open 2016 ist der Name eines Tennisturniers der WTA Tour 2016 für Damen sowie eines Tennisturniers der ATP World Tour 2016 für Herren in Shenzhen.

## Herrenturnier
→ Qualifikation: Shenzhen Open 2016/Herren/Qualifikation

## Damenturnier
→ Qualifikation: Shenzhen Open 2016/Damen/Qualifikation